# Чонван (станция метро)
«Чонван» (кор. 정왕역) — эстакадная станция Сеульского метро на ветке Ансан Четвёртой линии; это одна из двух станций на территории Сыхина (все на одной линии). Также известна как Корейский политехнический университет. Она представлена двумя боковыми платформами. Станция обслуживается корпорацией железных дорог Кореи (Korail). Расположена в квартале Чонван-дон (адресː 2325-12 Jeongwang-dong, 15 Bongil 418 Mayuro) в городе Сихын (провинция Кёнгидо, Республика Корея). На станции установлены платформенные раздвижные двери.
Пассажиропоток — 1 733 чел/день (на 2013 год).
Введена в эксплуатацию в составе участка Синилончхон—Оидо, как часть ветки Ансан 4 линии, 28 июля 2000 года.
Это одна из 14 станций ветки Ансан (Ansan Line) Четвёртой линии, которая включает такие станцииː Кымджон (443), Санбон, Сурисан, Дэями, Банвол, Саннокку, Университет Ханян в Ансане, Чунан, Коджан, Чходжи, Ансан, Синилончхон, Чонван, Оидо (456). Длина линии — 26 км.
В непосредственной расположен Корейский политехнический университет.